# Salvatore Carnevale
Salvatore Carnevale, detto Turi (Galati Mamertino, 23 settembre 1923 – Sciara, 16 maggio 1955), è stato un sindacalista e politico italiano.

## Biografia

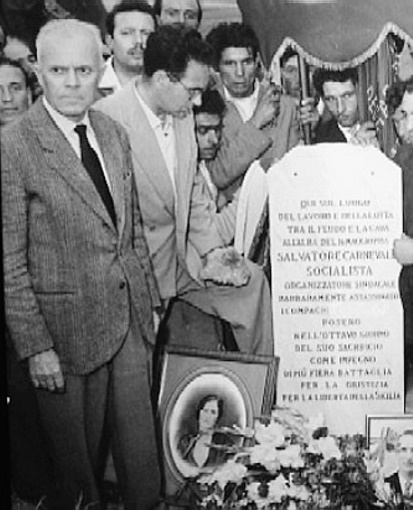
Sandro Pertini a Sciara (PA) nel 1955 in occasione dell'erezione della lapide in memoria di Salvatore Carnevale otto giorni dopo i funerali del sindacalista socialista assassinato dalla mafia.

Bracciante e sindacalista socialista di Sciara (PA) venne assassinato a colpi di lupara a 31 anni, all'alba del 16 maggio 1955, mentre si recava a lavorare in una cava di pietra gestita dall'impresa Lambertini. I killer lo uccisero mentre percorreva la mulattiera (trazzera) di contrada Cozze secche.
Carnevale aveva dato molto fastidio ai proprietari terrieri per difendere i diritti dei braccianti agricoli: era infatti molto attivo politicamente nel sindacato e nel movimento contadino. Nel 1951 aveva fondato la sezione del Partito Socialista Italiano di Sciara ed aveva organizzato la Camera del lavoro, al momento della fondazione era consapevole che la sua azione non sarebbe stata priva di conseguenze, dichiarò "Se caduti del Partito socialista italiano in Sciara vi saranno, il primo sarò io"
Nel 1952 aveva rivendicato per i contadini la ripartizione dei prodotti agricoli ed era riuscito ad accordarsi con la principessa Notarbartolo. Nell'ottobre 1951 aveva organizzato i contadini nell'occupazione simbolica delle terre di contrada Giardinaccio della principessa Carnevale per questo fu arrestato e uscito dal carcere si trasferì per due anni a Montevarchi in Toscana, dove scoprì una cultura dei diritti dei lavoratori più forte e radicata.
Nell'agosto 1954 tornò in Sicilia, dove cercò di trasferire nella lotta contadina le sue esperienze settentrionali. Fu nominato segretario della Lega dei lavoratori edili di Sciara. Tre giorni prima di essere assassinato era riuscito ad ottenere le paghe arretrate dei suoi compagni e il rispetto della giornata lavorativa di otto ore.
Del suo omicidio vennero accusati quattro mafiosi di Sciara dipendenti della principessa Notarbartolo: l'amministratore del feudo Giorgio Panzeca, il magazziniere Antonio Mangiafridda, il sorvegliante Luigi Tardibuono e il campiere Giovanni di Bella.
Nel processo, la parte civile costituita dalla madre Francesca Serio, fu rappresentata dal futuro presidente della Repubblica, il socialista Sandro Pertini, e dagli avvocati Nino Taormina e Nino Sorgi (che molte volte difese il quotidiano L'Ora da querele di politici collusi con la mafia), anche loro socialisti come Carnevale. Il processo di 1º grado si svolse a Santa Maria Capua Vetere per legitima suspicione. Il 21 dicembre 1961 i quattro imputati vennero condannati all'ergastolo. Nel collegio di difesa degli imputati compariva anche un altro futuro presidente della Repubblica, l'avvocato Giovanni Leone.
Il 3 febbraio 1965, in appello e in Cassazione, il verdetto fu ribaltato e gli imputati furono assolti per insufficienza di prove.

## Filmografia
- 1962 - Un uomo da bruciare di Valentino Orsini e i fratelli Taviani.